# Žasliai
Žasliai är en ort i Litauen. Den ligger i den centrala delen av landet, 50 km väster om huvudstaden Vilnius. Žasliai ligger 105 meter över havet och antalet invånare är 818.
Terrängen runt Žasliai är platt, och sluttar norrut. Runt Žasliai är det ganska glesbefolkat, med 36 invånare per kvadratkilometer. Närmaste större samhälle är Kaišiadorys, 9,6 km väster om Žasliai. Trakten runt Žasliai består till största delen av jordbruksmark.